# ستاره نوع O رشته اصلی
ستاره نوع اُ رشته اصلی (انگلیسی: O-type main-sequence star) یا (OV) یک ستارهٔ رشتهٔ اصلی (هیدروژن سوز در هسته) از نوع طیفی اُ (O) و کلاس درخشندگی V است. جرم این ستارگان بین ۱۵ تا ۹۰ برابر جرم خورشیدی و دمای سطح آنها بین ۳۰٬۰۰۰ کلوین و ۵۰٬۰۰۰ کلوین است. آنها بین ۴۰٬۰۰۰ تا ۱٬۰۰۰٬۰۰۰ برابر نور خورشید درخشنده هستند.

## ستاره‌های استاندارد طیفی
| آیکون خرد | این یک مقالهٔ خرد اخترشناسی است. می‌توانید با گسترش آن به ویکی‌پدیا کمک کنید. |